# OMG (亚瑟小子歌曲)
《OMG》是美国流行歌手亚瑟小子（Usher）演唱的一首单曲，由will.i.am制作发行。该单曲隶属于专辑《Raymond v. Raymond》，该专辑于2010年3月22日全球发行，是Usher的第六张个人专辑。OMG是此专辑四支单曲中的第四个（最后一个）。但在此单曲发行之初就伴有很大的争议和批判，其主要的批评是“它完全使用auto-tune来调整音频（自动修音程式）。”
《OMG》这首单曲曾跃居澳大利亚、爱尔兰、英国、美国的单曲排行榜榜首。也是Usher九个最满意的单曲中的之一，同时在美国也轰动一时。